# Masturbacja eksperymentalna
Masturbacja eksperymentalna, masturbacja poznawcza – jeden z przynajmniej trzech rodzajów masturbacji obserwowanej w wieku rozwojowym, realizujący potrzebę poznawczą dziecka.
Rozwój seksualny człowieka rozpoczyna się jeszcze przed porodem, na etapie życia płodowego. Podstawy ludzkiej seksualności początek biorą w czasie dzieciństwa, kiedy też zaczyna formować się tożsamość płciowa. Przejawia się to często różnymi prezentowanymi przez dziecko zachowaniami, nie zawsze akceptowanymi kulturowo. Zainteresowanie rozwijającego się człowieka sferą seksualną rośnie w okresie średniego dzieciństwa, w wieku 3–7 lat. Freud wiek 4–5 lat określał mianem fallicznej fazy rozwoju, kiedy zewnętrzne narządy płciowe stają się główną sferą erogenną dziecka. Obserwuje się wtedy między innymi masturbację, obok zachowań froterystycznych czy ekshibicjonistycznych. Chociaż częstość tych aktywności ulega redukcji po 6. roku życia, młoda osoba niekoniecznie przestaje się masturbować. Aktywność ta występuje również w wieku dojrzewania, w którym może odbywać się w grupie.
Występującą w okresie dzieciństwa powszechnie (w wieku przedszkolnych około 40% dzieci, chociaż różne badania podają wyniki od kilku-kilkunastu do 85%) masturbację dzieli się na kilka grup, zazwyczaj trzy, w zależności od mechanizmu powstawania i pełnionej funkcji. Mieszczące się w granicach normy rozwojowej, nieszkodliwe i niewymagające interwencji zachowania określa się mianem masturbacji rozwojowej, którą należy odróżniać od masturbacji eksperymentalnej i instrumentalnej.
W przeciwieństwie do służącej osiągnięciu przyjemności masturbacji rozwojowej, głównym celem masturbacji eksperymentalnej jest zaspokojenie ciekawości poznawczej dziecka, niekiedy również potrzeba zwiększonej stymulacji. Funkcję stanowi poznanie swego ciała, przy okazji którego młody człowiek odkrywa, że dokonywanie pewnych aktywności, stymulowanie pewnych części swego ciała, wiązać się może z przyjemnością. Tak więc mówi się tu o połączeniu motywacji poznawczej z seksualną. Jednakże to ta pierwsza odgrywa kluczową rolę, pojawienie się nieznanych wcześniej odczuć stanowi niejako efekt uboczny, niezgodnie z rozpowszechnionym mylnym poglądem, jakoby masturbacja wynikać miała zawsze z motywów seksualnych. Wobec tego masturbacja eksperymentalna nie przebiega wedle jednego stałego schematu. Może obejmować zachowania grożące urazem. Przykład stanowić może zawiązywanie czegoś na zewnętrznych narządach płciowych bądź umieszczaniem jakichś przedmiotów w świetle narządów płciowych bądź w odbycie. Obejmuje czynności niosące za sobą ryzyko skaleczeń, otarć, infekcji. Może pojawiać się w nowych, odmiennych niż poprzednie sytuacjach. Ponadto dziecko nie ukrywa dokonywania tych czynności. Przy czym w normie seksuologicznej wieku rozwojowego leżą takie tylko aktywności, które umożliwiają realizację zadań rozwojowych, należą do zbioru typowych dla danego wieku zachowań, nie obejmują udziału osób różniących się wiekiem, są dobrowolne, nie stanowią zagrożenia zdrowotnego, nie stoją w sprzeczności z normami społeczno-kulturowymi.
Postępowanie terapeutyczne zacząć należy od psychoedukacji rodziców (opiekunów) dziecka. To na nich, nie na samym dziecku, skupić powinna się interwencja terapeuty. Winni w szczególności otrzymać informację o nieskuteczności karania dziecka. Zamiast tego powinni stworzyć dziecku otoczenie, które zaspokoi potrzeby poznawcze młodej osoby, zapewni jej odpowiednią stymulację, kierując jej aktywność na inne, leżące poza sferą seksualną zachowania. Polecana jest aktywność fizyczna. Kluczową sprawą jest tutaj wykrycie ewentualnego zagrożenia dla zdrowia, jeśli dziecko eksperymentuje z własnym ciałem w sposób grożący urazem. W takim przypadku pacjent musi otrzymać informację o grożącym mu niebezpieczeństwie wraz z zakazem czynności wiążących się z ryzykiem urazu. Terapeuta pracuje z dzieckiem, mając na uwadze realizację potrzeby poznawczej dziecka.